# Ganggrab von Brattås

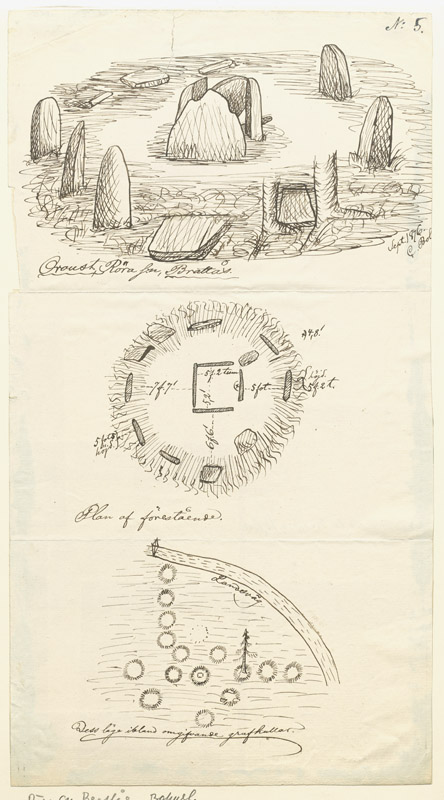
Tuschezeichnung von C. Bolm 1876

Das Ganggrab von Brattås (auch Röra Gånggrift genannt - RAÄ-Nr Röra 39:1 (4) stammt aus der Jungsteinzeit etwa 3500–2800 v. Chr. und ist eine Megalithanlagen der Trichterbecherkultur (TBK). Es liegt südwestlich von Brattås und Henån auf der schwedischen Insel Orust im Bohuslän. Das Ganggrab ist eine Bauform jungsteinzeitlicher Megalithanlagen, die aus einer Kammer und einem baulich abgesetzten, lateralen Gang besteht. Diese Form ist primär in Dänemark, Deutschland und Skandinavien, sowie vereinzelt in Frankreich und den Niederlanden zu finden. 
Das Ganggrab (schwedisch Ganggrift) liegt in seinem Hügel, aber der abgehobene Deckstein liegt neben der etwa vier Meter langen Kammer, die mittig von dem nicht erhaltenen Gang erschlossen wurde. Zwischen den eng stehenden Tragsteinen der Kammer ist schmales Zwischenmauerwerk erhalten. Zwei Steine haben Schälchen.
Etwa 100 m entfernt liegt der Dolmen von Brattås.

Ganggrab von Brattås
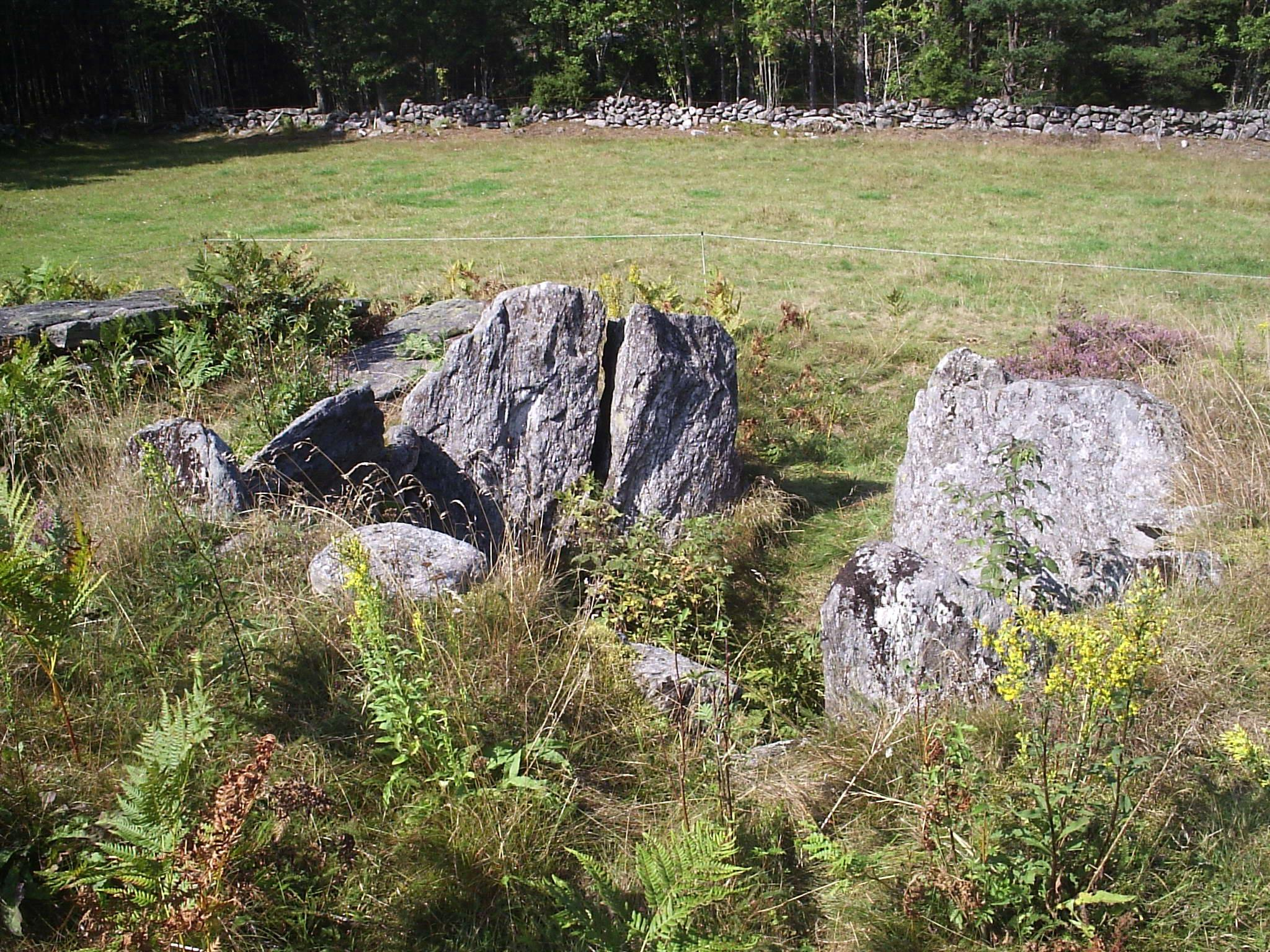
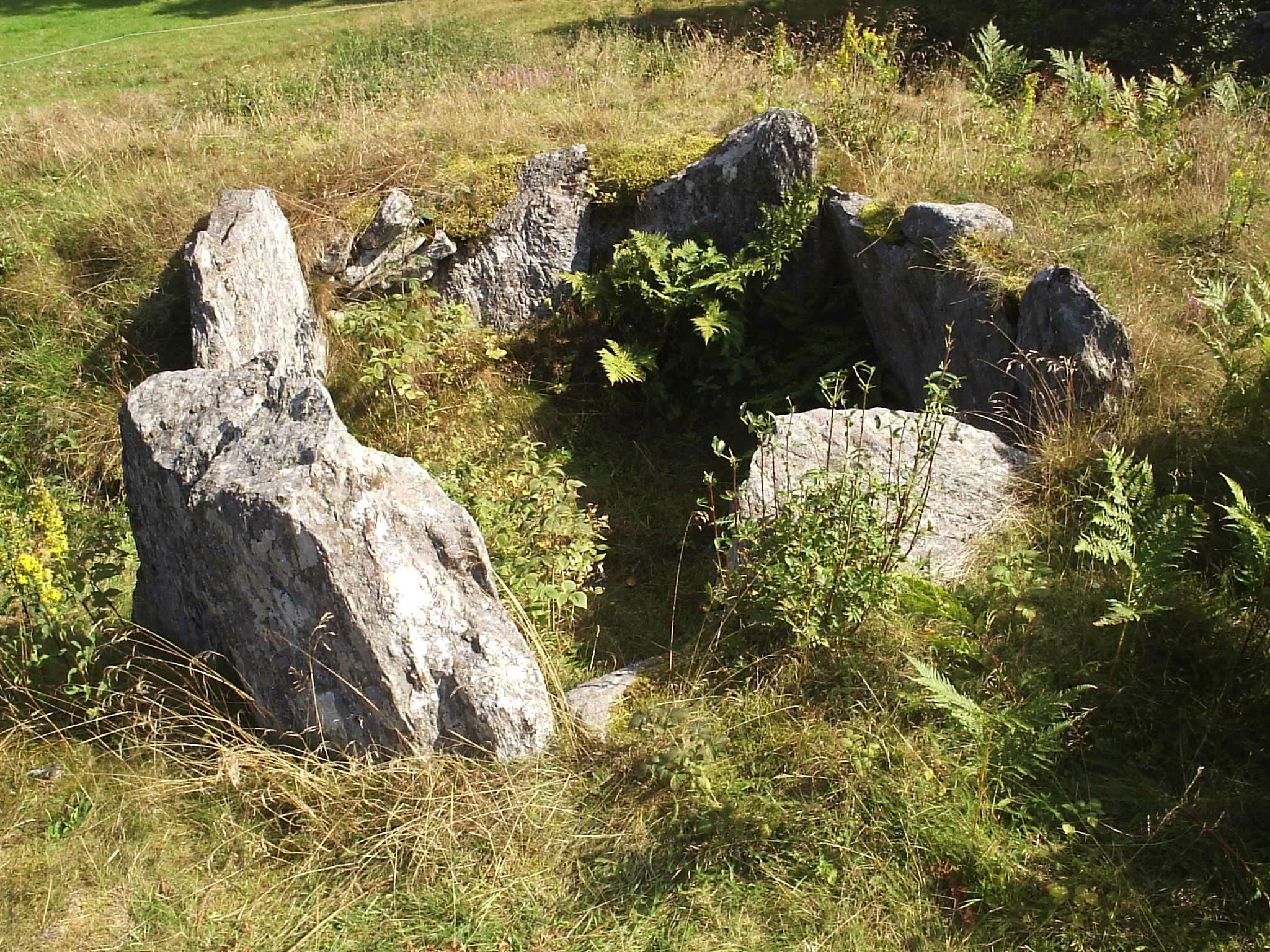
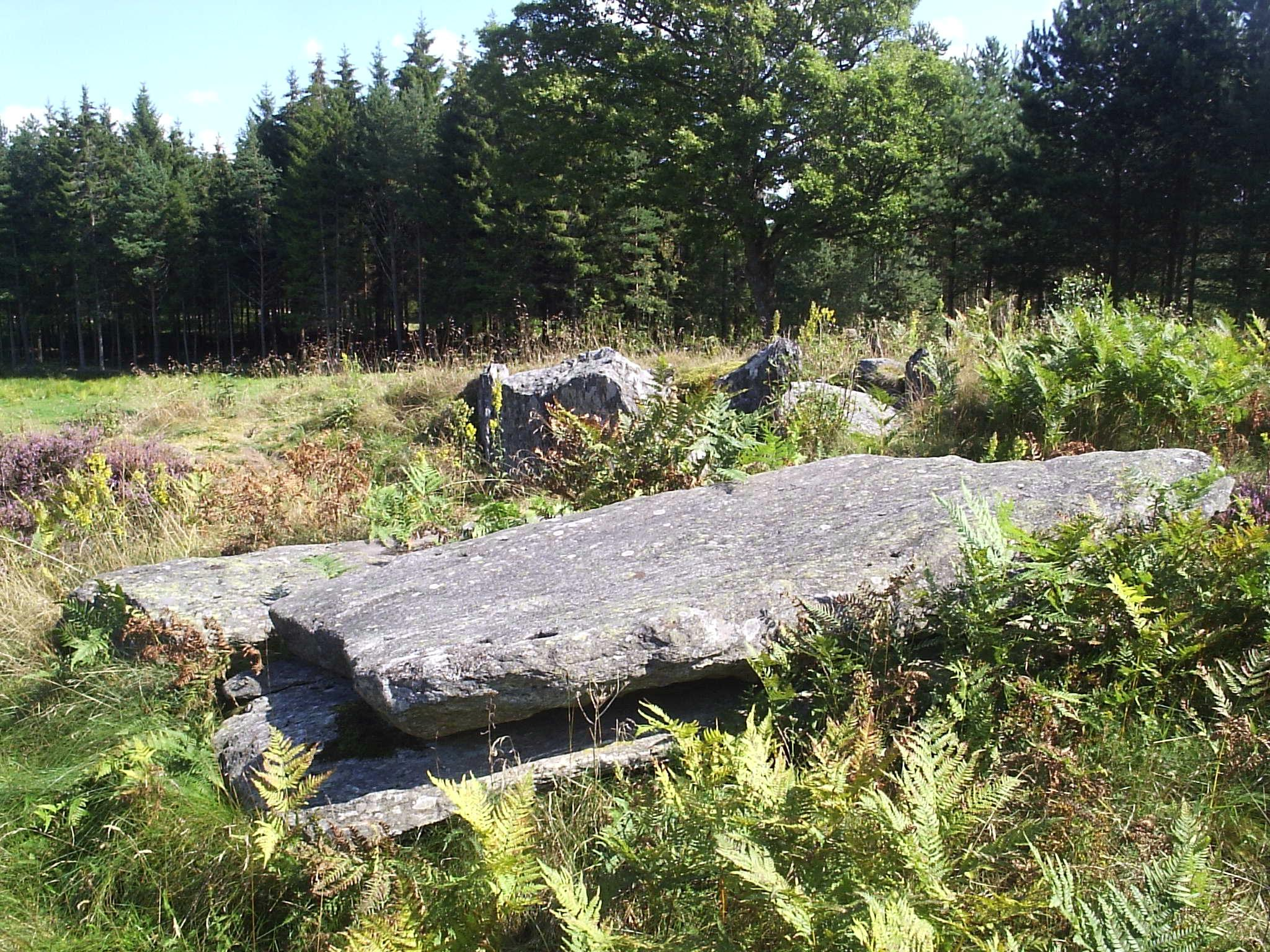
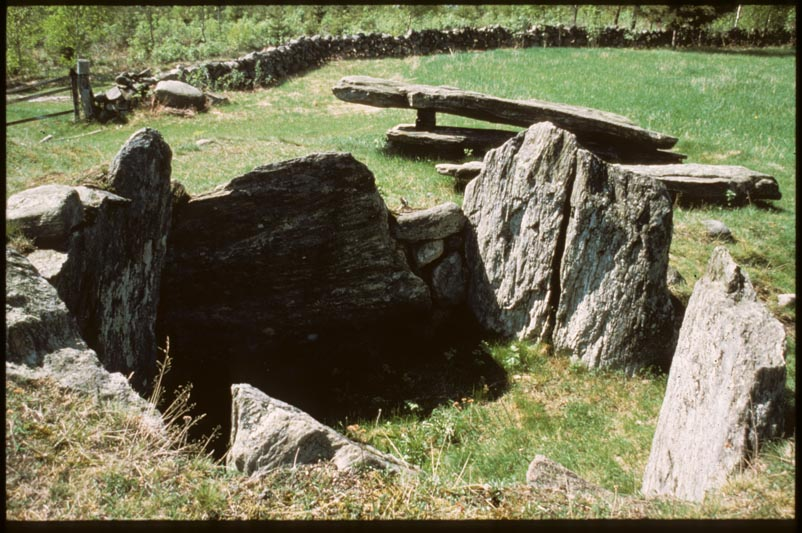